# Hidrazin (antidepresiv)
Hidrazinski antidepresivi su grupa neselektivnih i ireverzibilnih inhibitora monoaminoksidaze (MAOI). Oni su otkriveni i inicijalno bili na tržištu tokom 1950-tih i '60-tih. Većina njih je povučena sa tržišta usled toksičnih reakcija poput hepatotoksičnosti, mada je nekoliko njih još uvek u kliničkoj upotrebi.
Tranilcipromin je strukturno različit MAOI koji je uveden tokom istog perioda. On je originalno reklamiran kao nehidrazin, jer u zanemarljivoj meri uzrokuje hepatotoksičnost i srodne nuspojave.

## Spisak hidrazinskih antidepresiva
- Benmoksin (Neuralex, Nerusil) ‡
- Karbenzid §
- Cimemoksin §
- Domoksin §
- Iproklozid (Sursum) ‡
- Iproniazid (Marsilid) †
- Izokarboksazid (Marplan)
- Mebanazin (Aktomol) ‡
- Metfendrazin (MO-482) §
- Nialamid (Niamid) †
- Oktamoksin (Ximaol, Nimaol) ‡
- Fenelzin (Nardil)
- Feniprazin (Catron) ‡
- Fenoksipropazin (Drazine) ‡
- Pivalilbenzhidrazin (Tersavid) ‡
- Safrazin (Safra) †

‡ = Povučen sa tržišta; † = Delimično obustavljena upotreba; § = Nije dospeo na tržište.

## Literatura
- López-Muñoz F, Alamo C (2009). „Monoaminergic neurotransmission: the history of the discovery of antidepressants from 1950s until today”. Current Pharmaceutical Design. 15 (14): 1563—86. PMID 19442174. doi:10.2174/138161209788168001.